# Heodes inalpinus
Heodes inalpinus är en fjärilsart som beskrevs av Ruggero Verity 1913. Heodes inalpinus ingår i släktet Heodes och familjen juvelvingar. Inga underarter finns listade i Catalogue of Life.